# Gerhard Schröder
Gerhard Fritz Kurt Schröder (Mossenberg-Wöhren, 7 aprile 1944) è un politico tedesco, che ha ricoperto la carica di cancelliere della Germania dal 1998 al 2005.
La sua carriera politica si è sviluppata all'interno del Partito Socialdemocratico di Germania (Sozialdemokratische Partei Deutschlands, SPD).
Dopo essere stato presidente della Gioventù Socialdemocratica (Jusos) alla fine degli anni settanta, divenne presidente federale della SPD nel 1989 e divenne un anno dopo ministro-presidente del Land della Bassa Sassonia a capo di una coalizione rosso-verde, carica a cui viene rieletto due volte a maggioranza assoluta.
Nel 1998 è stato scelto come candidato alla Cancelleria contro Helmut Kohl alle elezioni legislative federali del 27 settembre 1998. Ha vinto le elezioni ed è stato nominato cancelliere federale a capo della prima coalizione rossa del governo federale. Il mandato da cancelliere ha visto Schröder confrontarsi duramente con gli Stati Uniti sulla guerra in Iraq guidata da Bush e affrontare diversi scandali, compresa la crisi della mucca pazza.
Nel 2002 è stato rieletto alla cancelleria superando il candidato della CDU/CSU Edmund Stoiber e ha rinnovato la sua coalizione. L'aumento della disoccupazione e le scarse prospettive economiche lo spinsero a implementare la cosiddetta Agenda 2010, un pacchetto di riforme liberali del welfare state che irritarono il suo elettorato con un conseguente calo di popolarità. La pesante sconfitta della coalizione contro il centro-destra nel Nord Reno-Westfalia nel maggio 2005 lo portò a convocare elezioni anticipate. A settembre, la SPD venne superata dalla CDU/CSU; Il 22 novembre 2005, trentacinque giorni dopo la fine del suo mandato, Schröder lasciò il posto a Angela Merkel, ritirandosi dalla politica ed entrando nel mondo degli affari.

## Biografia

### Origini e formazione
È il secondo figlio di Fritz Schröder (1912-1944) e di Erika Lauterbach Vosseler (1913-2002).
Orfano di guerra (il padre morì in Romania sei mesi dopo la sua nascita, il 4 ottobre 1944) cresce in condizioni precarie con la madre che lavora come donna delle pulizie. Dopo la scuola media fa il commesso in un negozio di porcellana a Lemgo. Ottiene la maturità presso una scuola serale nel 1966. Dal 1966 al 1974 studia giurisprudenza a Gottinga. Prima di diventare politico a tempo pieno, fa l'avvocato ad Hannover.

## Carriera politica

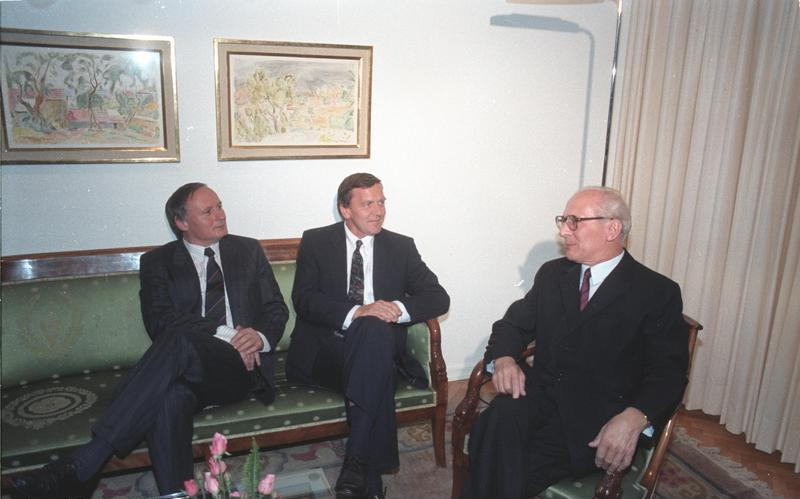
Oskar Lafontaine e Gerhard Schröder incontrano Erich Honecker nel 1987.

È entrato nella SPD nel 1963. Dal 1978 al 1980 è Segretario nazionale degli JUSOS, l'organizzazione giovanile della SPD.
Nel 1980 Schröder per la prima volta diventa deputato al Parlamento tedesco, il Bundestag. Il suo primo grande successo elettorale avviene nel 1990 quando per la SPD riconquista la regione della Bassa Sassonia. Usa il ruolo di presidente della regione per diventare una delle figure di maggior rilievo a livello nazionale. Riesce a fare delle elezioni regionali del 1º marzo 1998 un plebiscito sulla sua persona per diventare il candidato cancelliere della SPD in concorrenza a Oskar Lafontaine. Vince queste elezioni con la maggioranza assoluta e nel corso della stessa notte elettorale anche Lafontaine lo riconosce candidato Cancelliere del partito.
Il 27 settembre 1998 vince le elezioni nazionali e pone fine al periodo governativo di Helmut Kohl durato 16 anni. È la prima volta, nella storia della Repubblica Federale Tedesca, che un governo viene fatto cadere con delle elezioni e non attraverso il cambio di un alleato di governo.

### Cancelliere federale
È cancelliere della Germania dal 27 ottobre 1998 al 22 novembre 2005, guidando una coalizione formata dall'SPD e da Alleanza 90/I Verdi. Il suo governo è stato caratterizzato dalla sua opposizione alla guerra in Iraq e da una riforma sociale (Agenda 2010) che fu contrastata da parte della sinistra dell'SPD e da parte del sindacato.
In tema di politica interna ha promosso una migliore integrazione degli stranieri in Germania facilitando l'acquisizione della cittadinanza tedesca e introducendo corsi per l'integrazione. Durante il mandato inaugura la Bundeskanzleramtsgebäude, la nuova sede della Cancelleria, divenendone anche il primo a risiedervi. Durante il suo mandato la Germania intraprende la strada dell'abbandono dell'energia nucleare.

### Dopo il mandato di cancelliere
Alcuni mesi dopo la fine del mandato politico, accetta la nomina di Gazprom a capo del consorzio Nord Stream AG, che si è occupato della costruzione dell'omonimo gasdotto tra la costa russa nella regione di Vyborg e la costa tedesca nella regione di Greifswald, passando per il Mar Baltico. In seguito si è occupato della costruzione del gasdotto Nord Stream 2 ed è stato nominato presidente di Rosneft, società russa operante nel settore petrolifero e del gas naturale. Dal 2006 è testimone dell'associazione GesichtZeigen! (Metterci la faccia!) che s'impegna contro il neonazismo.

### Paradise Papers
Nel novembre 2017, un'indagine condotta dall'International Consortium of Investigative Journalism ha citato il suo nome nella lista dei politici nominati nelle accuse di "Paradise Papers".

## Vita privata

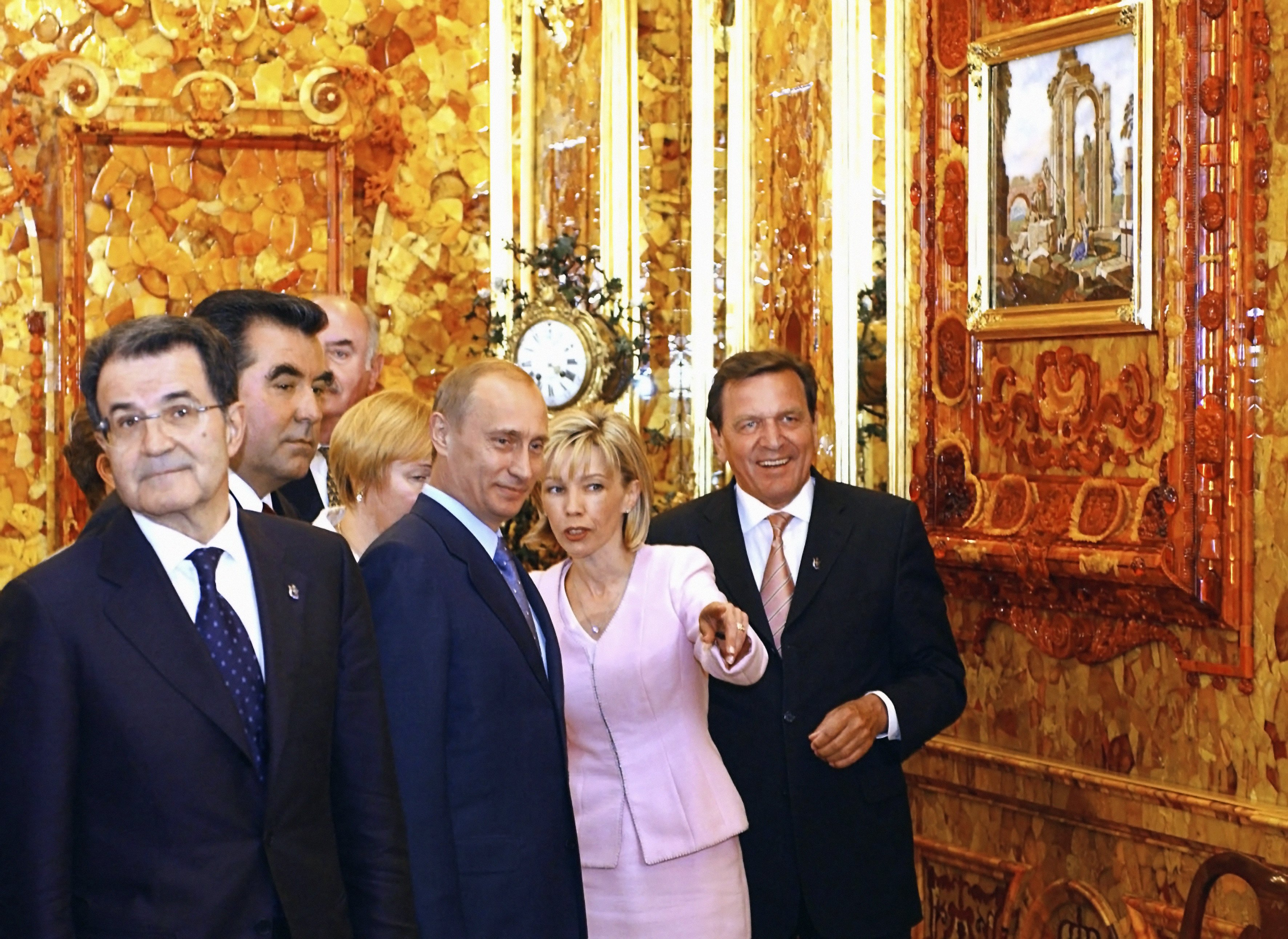
Gerhard Schroeder e sua moglie, Doris Schröder-Köpf, nella stanza d'ambra ad un incontro con il presidente russo Vladimir Putin nel 2003.

Schröder è stato sposato cinque volte:
- Eva Schubach (sposata nel 1968, divorziato nel 1972);
- Anne Taschenmacher (sposata nel 1972, divorziato nel 1984);
- Hiltrud Hampel ("Hillu", sposata nel 1984, divorziato nel 1997);
- Doris Köpf (sposata nel 1997, divorziato nel 2018);[6]
- So-yeon Kim (sposata nel 2018)

Doris Köpf ha avuto una figlia da una precedente relazione con un giornalista televisivo. Viveva con la coppia. Nel luglio 2004, Schröder e Köpf hanno adottato un bambino di San Pietroburgo. Nel 2006, hanno adottato un altro bambino di San Pietroburgo.
Quando non è a Berlino, Schröder vive ad Hannover. Nel 2013, Schröder e Köpf hanno acquistato un'altra casa a Gümüşlük, in Turchia, in un progetto immobiliare sviluppato da Nicolas Berggruen. 

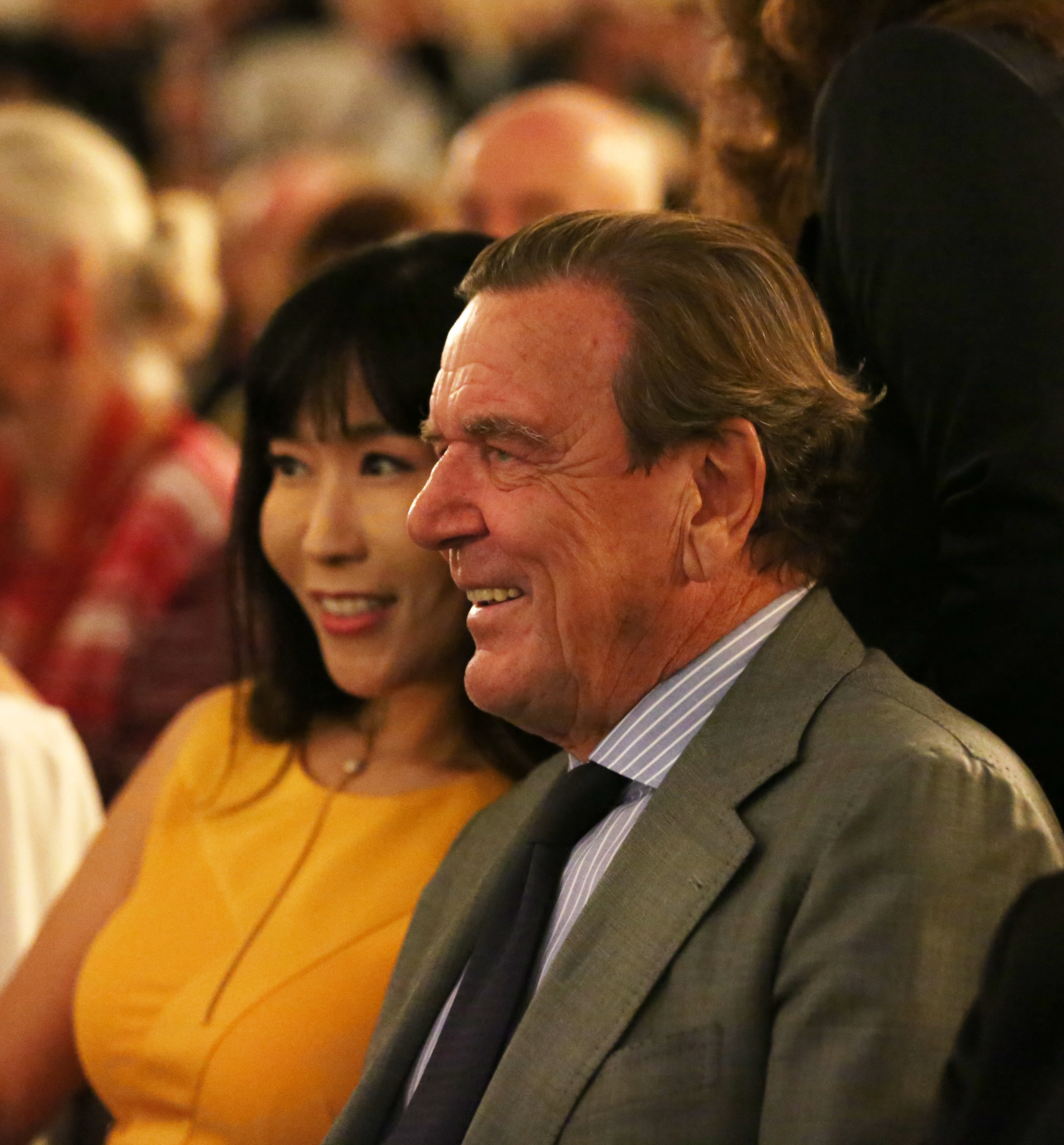
Kim So-Yeon e Gerhard Schröder, 2018

Il quarto matrimonio di Schröder gli è valso il soprannome di "Audi Man", un riferimento al simbolo a quattro anelli delle automobili Audi. Un altro soprannome è "Il Signore degli Anelli".
Schröder si è sposato per la quinta volta nel 2018. Sua moglie è l'economista e interprete coreana Kim So-Yeon.
Il quinto matrimonio di Schröder gli è valso il soprannome di "Olympic Man", un riferimento al simbolo dei cinque anelli dei Giochi Olimpici.
Schröder si identifica come membro della Chiesa evangelica in Germania, ma non sembra essere religioso. Non ha aggiunto la frase facoltativa "So wahr mir Gott helfe" ("così aiutami Dio") quando ha prestato giuramento come cancelliere per il suo primo mandato nel 1998.
Schröder è noto per essere un collezionista d'arte. Scelse il suo amico Jörg Immendorff per dipingere il suo ritratto ufficiale per la Cancelleria tedesca. Il ritratto, che è stato completato dagli assistenti di Immendorff, è stato rivelato al pubblico nel gennaio 2007; l'opera massiccia ha carattere ironico, mostrando l'ex Cancelliere in severa posa eroica, nei colori della bandiera tedesca, dipinta nello stile di un'icona, circondata da scimmiette. Queste "scimmie pittrici" erano un tema ricorrente nel lavoro di Immendorff, che fungeva da commento ironico sulla pratica dell'artista. Il 14 giugno 2007, Schröder ha tenuto un elogio funebre durante un servizio commemorativo per Immendorf presso l'Alte Nationalgalerie di Berlino

## Onorificenze
- Schröder ha ricevuto lauree honoris causa da
  - Università Tongji di Shanghai (30 dicembre 2002),
  - St. Petersburg University (giugno 2003),
  - Università di Marmara a Istanbul (4 aprile 2005),
  - Università Georg-August di Gottinga (14 giugno 2005)
  - Università degli Studi di Urbino (8 gennaio 2010).
- Ha ricevuto la cittadinanza onoraria di Hannover (24 febbraio 2006)

inoltre:
- Ha ricevuto il premio Quadriga nel 2007
- È stato dichiarato Corresponding member del Dipartimento delle Scienze Sociali dell'Accademia delle Scienze russa (28 maggio 2008)

e ha ricevuto le seguenti onorificenze: